# Limnonectes tweediei
Espèce
Synonymes
- Rana tweediei Smith, 1935

Statut de conservation UICN

 LC  : Préoccupation mineure
Limnonectes tweediei est une espèce d'amphibiens de la famille des Dicroglossidae.

## Répartition
Cette espèce se rencontre en Malaisie péninsulaire et à Sumatra en Indonésie entre 200 et 900 m d'altitude.
Sa présence est incertaine dans le sud de la Thaïlande.

## Description
L'holotype mesure 37 mm.

## Étymologie
Cette espèce est nommée en l'honneur de Michael Wilmer Forbes Tweedie.

## Publication originale
- Smith, 1935 : On a collection of reptiles and amphibians from Perak, Malay Peninsula. The Bulletin of the Raffles Museum, vol. 10, p. 61-63 (texte intégral).